# Аджаяраджа II
Аджаяраджа II (хинди अजयराज) — индийский царь (махараджа) из династия Сакамбхара Чахамана (ок. 1110 — ок. 1135). Он управлял царством Сападалакша, которая включала в себя части современного Раджастхана в Северо-Западной Индии. Он победил династию Парамара из Малвы, а также отбил вторжение династии Газневидов после того, как он потерял часть своей территории. Ему приписывается основание города Аджмер.

## Ранняя жизнь
Аджаяраджа наследовал своему отцу Притхвирадже I на троне Чахаманы (ок. 1090 — ок. 1110). Он был также известен как Салхана. Прабандха Коша и Хаммира Махакавья называли его Эльхана, что, по-видимому, является вариантом Салханы.
Он женился на Сомалладеви, которая также известна как Сомаладеви, Сомалеха или Сомелеха.

## Создание Аджмера
В тексте 12-го века Притхвираджа Виджая утверждает, что Аджаяраджа II основал город Аджаямеру (современный Аджмер). Историк Дашаратха Шарма отмечает, что самое раннее упоминание названия города встречается в книге Палхи Паттавали, которая была скопирована в 1113 году. Это говорит о том, что Аджмер был основан ещё до 1113 года. Прашасти (хвалебная надпись), изданная Виграхараджей IV, найденная в Адхай Дин Ка Джхонпра, утверждает, что Аджаяраджа II (Аджаядева) перенес свою резиденцию в Аджмер.
Более поздний текст Прабандха-Коша утверждает, что это был царь VIII века Аджаяраджа I, который основал крепость Аджаямеру, который позже стал известен как Форт Тарагарх в Аджмере. Согласно историку Р. Б. Сингху, Аджаяраджа I, вероятно, основал этот город, так как там были найдены надписи, датированные VIII веком. Сингх предполагает, что Аджаяраджа II позднее расширил город, построил дворцы и перенес столицу Чахаманы из Шакамбхари в Аджмер.

## Военная карьера

### Парамары
Династия Парамара из Малвы была ослаблена из-за вторжений со стороны гуджаратского царя Джаясимха Сиддхараджа из династии Чалукьев. Воспользовавшись этим, Аджаяраджа, по-видимому, расширил царство Чахамана, захватив территорию Парамары . Аджаяраджа победил Сулхану (или Соллану), который, вероятно, был военачальником царя Парамары Наравармана. Согласно каменной надписи в Биджолии, Сулхана была данданаяком или военачальником (Притхвираджа Виджая называет Сулхану царем Малвы, но не было никакого царя Парамары с таким именем). Надпись гласит, что Сулхана был захвачен в бою, привязан к спине верблюда и доставлен в столицу Чахаманы Аджмер. Надпись, найденная в Адхай Дин Ка Джхонпра в Аджмере хвастаются, что Аджаяраджа завоевал территорию вплоть до Удджайна после победы над правителем Малвы.

### Чаччига, Симдхала и Яшораджа
То надпись на скале Биджолия гласит, что Аджаяраджа убил трех героев по имени Чаччига, Симдхала и Яшораджа, которые были из Шримарга-дурдды. Идентичность этих правителей и местностей не определена, но эти люди, вероятно, были местными вождями, которые были обязаны верностью соседнему царю.
Некоторые ученые, такие как Акшай Кирти Вьяс, считают, что Шримарга и Дурдда были двумя различными населенными пунктами. Английский историк-индолог Джон Фэйтфул Флит отождествил Шримаргу с современным Баяной. А. К. Вьяс и Р. Б. Сингх отождествили Дурдду с современным Дудхаем (в Мадхья-Прадеш) на основе сходно звучащих названий. Эти места расположены к востоку от традиционной территории Чахамана, что говорит о том, что Аджаяраджа предпринял попытку расширить границы царства на восток. По словам Сингха, эта теория также подтверждается открытием его монет в Матхуре.
Историк Дашаратха Шарма не согласен с этой теорией. По его словам, Баяна не входила в состав царства Чахамана даже в конце XII века: она находилась под контролем правящей династии Трибхуванагири, которые в конечном итоге были разгромлены Мухаммадом Гури. Точно так же не оправдана и фонетическая ассоциация Дудхая с Дурддой. Эта область была под контролем клана Чандела, и нет никаких доказательств того, что Аджаяраджа победил его. Если бы Аджаяраджа завоевал такие отдаленные территории, победив местные династии, это достижение было бы упомянуто в надписях Чахамана и в Притхвирадже Виджая. Более того, Баяна и Дудхай — это два разных, отдаленных места. Надпись в Биджолии предполагает, что эти три вождя происходили из одной местности. По словам Шармы, вполне возможно, что Дурдда это — Дурга («форт»). Это означает, что эти три вождя были защитниками крепости под названием Шримарга. Надпись гласит, что Аджаяраджа победил трех вождей, прежде чем победить генерала Малвы. Поэтому Шарма предположил, что Аджаяраджа победил трех воинов во время своей кампании в Малве.

### Газневиды
Притхвираджа-Виджая утверждает, что Аджаяраджа победил Гарьяна Матангас («Мусульмане Газны»). Прабандха-Коша также утверждает, что Аджаяраджа победил «Сахавадину» (санскритизированную форму Шахаб-уд-Дина). Это, вероятно, относится к его отражению вторжений генералов династии Газневидов. Мусульманский историк XIII века Минхадж-и-Сирадж Джузджани утверждает, что правитель Газневидов Бахрам-шах за это время он совершил несколько экспедиций в Индию.
По словам Табакат-и Насири Михая-и-Сираджа и Тарих-и-Феришта Феришты Мухаммад Бахлим (наместник Бахрам-шаха в Индии) захватил форт Нагаур. Нагаур находился под контролем Аджаяраджи по крайней мере до 1121 года. Прабхавака Чарита (текст называет его Альхадана, что, по-видимому, является санскритизированной формой его псевдонима Альхана). Это говорит о том, что Аджаяраджа потерял часть своей территории из-за Газневидов. После смерти Бахлима Салар Хусейн сменил его на посту губернатора территорий Газневидов в Индии. Победа Аджаяраджи над Garjana Matangas, вероятно, был отражением набега либо Бахлима, либо Салара Хусейна.

## Последние годы
В прашасти, найденном в Адхай Дин Ка Джхонпре, говорится, что Аджаяраджа назначил своим преемником своего сына Арнораджу. Затем он удалился в лес у озера Пушкар.

## Религия
Согласно Притхвирадже Виджае, Аджаяраджа был поклонником Шивы. Девасури-Чарита (в Прабхавака-Чарите) говорит о том, что он также был терпим к Вишнуизму и джайнизму. Харатара-Гаччха-Паттавали, санскритский текст, содержащий биографии джайнских монахов Харатары, указывает, что он разрешил джайнам строить храмы в своей новой столице Аджаямеру (Аджмер). Он также пожертвовал золотую калашу храму Паршванатхи. Дхармагхоша-Стути Равипрабхи Сури упоминает, что он был судьей в споре между монахом Шветамбары Дхармагхошей Сури и монахом дигамбары Гуначандрой.

## Чеканка
Притхвираджа Виджая утверждает, что Аджаяраджа «наполнил землю» таким количеством серебряных монет (рупак), что забрал славу других царей. Надпись в храме Рути Рани в Дходе предполагает, что эти монеты использовались по крайней мере до правления его внука Сомешвары. Серебряные монеты Аджаяраджи были найдены во многих местах, включая Раджастхан и Матхуру. На одной стороне этих монет изображена сидящая богиня, а на другой-легенда «Шри Аджаядева».
Притхвираджа Виджая также упоминает, что его супруга Сомелеха каждый день получала новые серебряные монеты. Сомелеха или Сомалеха, по-видимому, является вариантом Сомалладеви, который был именем царицы Аджаяраджи в соответствии с надписью на скале Биджолия. Были обнаружены редкие серебряные монеты с изображением головы царя и надписью «Шри Сомаладеви» (или «Шри Сомалладеви») на Нагарийском языке. Также были найдены медные монеты с той же легендой и изображением всадника. Это одна из немногих монет, выпущенных индийскими царицами.